# طه بنغوزيل
طه بنغوزيل (مواليد 18 يونيو 2006) هو لاعب كرة قدم مغربي محترف يلعب كحارس مرمى، للمنتخب المغربي.

## حياته الشخصية
ولد طه بنغوزيل في مدينة المحمدية، لأب كان يلعب أيضا كحارس مرمى، وهو حفيد عبد السلام بنغوزيل الذي لعب لنادي اتحاد المحمدية.

## مسيرته الدولية
تم استدعاؤه إلى المنتخب في أبريل للمشاركة في كأس الأمم الأفريقية تحت 17 سنة 2023، بعد كأس العرب، وقد نال الثناء على أدائه في فوز المغرب (3–0) في ربع النهائي على الجزائر، وبعد فوز المغرب بركلات الترجيح (6–5) على مالي في نصف نهائي، وفي النهائي خسروا ضد السنغال بعد أن كانو متقدمين بهدف لتنتهي (2–1)، تم مقارنته مع حارس مرمى المنتخب المغربي الأول ياسين بونو، لقدرتهما المشتركة على صد ركلات الجزاء ببراعة.
استمر أداءه في إثارة إعجاب منتخب المغرب تحت 17 عامًا، وفي كأس العالم تحت 17 سنة 2023، تم اختياره رجل المباراة في فوز المغرب بركلات الترجيح (4-1) على إيران ، بعد التعادل (1-1) في المباراة. أنقذ ركلتي جزاء مرتين بعد إعادتها. ليقود بلاده إلى أول تأهل تاريخي للربع نهائي.

## الإنجازات
المغرب تحت 17 سنة
- كأس الأمم الإفريقية :
  -  الوصيف : 2023

## وصلات خارجية
- طه بنغوزيل على موقع قاعدة بيانات كرة القدم.إي يو (الإنجليزية)
- طه بنغوزيل على موقع Soccerway.com (الإنجليزية)
- طه بنغوزيل على موقع عالم كرة القدم.نت (الإنجليزية)